# Phoxinus grumi
Phoxinus grumi är en fiskart som beskrevs av Berg, 1907. Phoxinus grumi ingår i släktet Phoxinus och familjen karpfiskar. Inga underarter finns listade i Catalogue of Life.